# Autochloris ethela
Autochloris ethela är en fjärilsart som beskrevs av William Schaus 1924. Autochloris ethela ingår i släktet Autochloris och familjen björnspinnare. Inga underarter finns listade i Catalogue of Life.